# 팡크라티스
팡크라티스(Pancratis)는 그리스 신화에 나오는 아가사메노스의 아내이다. 아버지는 포세이돈의 후손인 알로에우스이고 어머니는 트리옵스의 딸 이피메데이아이다. 어머니가 알로에우스가 아닌 포세이돈과의 사이에서 낳은 두 아들 알로아다이 형제와는 이복남매지간이었다. 용모가 매우 아름다웠던 팡크라티스는 어머니와 함께 디오니소스 신에게 제사를 올리다가 트라키아인들에게 납치당하여 낙소스 섬으로 끌려갔다. 그곳에는 여자들이 매우 부족하였기 때문에 종종 그리스 본토에서 여자들을 강제로 데려왔다고 한다. 시켈로스와 헤게토로스라 불리던 납치 일당들의 두 우두머리는 아름다운 팡크라티스를 차지하게 위해 결투를 벌이다 죽음을 맞이했다. 결국 그녀는 낙소스의 왕 아가사메노스차지가 되었다.